# Corsolete
O corsolete era uma peça de armadura medieval, também conhecido como corselete, ambas as denominações com origem na palavra italiana corsoleto. Sua função era proteger o tronco, na parte frontal e traseira, porém, de comprimento curto, não oferecia defesa para as coxas e a região pélvica.
O corsoleto era confecionado em couro, e apresentava uma coleira anexavel que ampliava sua área de proteção também para o pescoço; o corsolete foi a peça que mais tarde evolui para a couraça, estando portanto, ligado a ela historicamente, e sendo bastante semelhante, embora sem qualquer metal.
A princípio os corsoletes foram armaduras de classes menos nobres como peões e foram feitos em pele de búfalo, todavia, apresentam-se variedades com aspectos distintos, posto que houve corsoletes utilizados por povos europeus dotados de botões que giravam para um uso mais prático, além de outros corsoletes de povos persas e indígenas.

## Referência
- COIMBRA, Álvaro da Veiga, Noções de Numismática. SP. Secção Gráfica da Faculdade de Filosofia, Ciências e Letras da Universidade de São Paulo, 1965.